# Sumbawanga
Sumbawanga é uma cidade localizada no oeste da Tanzânia sendo a capital da região de Rukwa. A população da cidade é cerca de 150.000 com base em um censo de 2002.
A cidade funciona como centro de abastecimento e comercial para a região de Rukwa e algumas agências governamentais podem ser encontradas, como o departamento de transporte. Possui um mercado a céu aberto e no centro da cidade a produção de alimentos pode ser encontrada ,incluindo milho, arroz, frutas, aves e peixes.
A economia local é de grande parte dependente da agricultura e pequenas empresas de propriedade local.